# Heckler & Koch HK21
L'Heckler & Koch HK21 è una mitragliatrice leggera tedesca calibro 7,62 mm, sviluppata nel 1961 dalla Heckler & Koch GmbH, basata sul fucile da battaglia G3. È in uso in diversi paesi del mondo, in Asia, Africa e in diversi paesi dell'America Latina. È prodotta su licenza in Portogallo, con la designazione M968, e in Messico come MG21. In Germania è utilizzata dalla polizia federale con la designazione G8.

## Dettagli
L'HK21 è un'arma a fuoco selettivo operata a ritardo a gas, con uno speciale meccanismo a bloccaggio semi-rigido progettato per rallentare l'arretramento dell'otturatore. Questo sistema è ottenuto aumentando artificialmente l'inerzia dell'otturatore utilizzando un sistema di trasmissione angolare
L'otturatore presenta un estrattore a molla e un sistema anti-vibrazioni che impedisce alla testa dell'otturatore di spostarsi dal suo asse di movimento. Il sistema di espulsione è attivato ad ogni colpo dall'arretramento dell'otturatore. L'arma spara dalla posizione di otturatore chiuso. Il gruppo del grilletto, integrato all'impugnatura dell'arma, è dotato di un selettore di fuoco tre posizioni che funziona anche da doppia sicura (ovvero se il selettore è in posizione 0 il grilletto è disabilitato):
- 0: arma in sicura
- 1: arma in modalità colpo singolo
- F o 20: arma in modalità automatica

L'arma è alimentata da vari tipi di nastri frammentanti inseriti nel lato sinistro dell'arma:
- M13, USA
- DM6, Germania
- DM1, Germania

Il componente di alimentazione è stato progettato come un modulo asportabile montato appena sotto l'asse della canna dell'arma. Il movimento del componente è garantito dai gas che azionano l'otturatore: il meccanismo aggancia i vari colpi in sequenza e li inserisce tramite rotazione della camera di scoppio. È possibile alimentare l'arma anche tramite caricatori standard semplicemente sostituendo il meccanismo del nastro con un particolare adattatore, che permette a questo punto di utilizzare i caricatori standard del G3 da 20 colpi o quelli da 50 colpi prodotti dalla H&K.
L'HK21 utilizza il castello del G3, modificato in lunghezza ed equipaggiato con un bipiede rimovibile (che può essere riposizionato anche vicino allo spegnifiamma). L'HK21 presenta un tasso di intercambiabilità del 48% con le parti del G3.
L'HK21 presenta una canna pesante, a cambio rapido con soppressore di fiamme e mirino regolabile, in combinazione con una diottra che va da 100 a 1200 m con scatti da 100. Con poche sostituzioni l'arma può essere convertita da mitragliatrice calibro 7,62 mm a mitragliatrice da 5,56 mm.

## Varianti
- HK21A1: versione avanzata dell'HK21 con alimentazione esclusiva a nastro, calcio alleggerito e possibilità di utilizzare (tramite sostituzioni dei componenti) le munizioni 5,56 × 45 mm.
- HK11 e HK11A1: anche queste sono versioni avanzate dell'HK21 in cui però l'alimentazione è possibile solo tramite caricatori, non nastri. Anche in queste due armi è possibile il cambio da 7,62 mm a 5,56 mm.
- G8: la polizia e l'esercito tedesco utilizzano una variante dell'HK11 designato come G8. È fornita di attacchi per ottiche telescopiche, e presenta due possibili varianti per la canna: una pesante per il fuoco automatico e l'altra alleggerita per il fuoco di precisione. Inizialmente, era previsto che il G8 utilizzasse solo i caricatori da 20 colpi del G3, ma alcune migliorie hanno permesso l'uso di caricatori estesi da 50.
- GR-6 o HK13: fucile da battaglia, senza marchi né numeri seriali in uso alle forze speciali. È dotato di ottica telescopica come standard, non presenta mire metalliche e presenta due possibili finiture.
  - GR-6C: finitura woodland per ambienti temperati.
  - GR-6S: finitura TAN da deserto.
- GR-9 o HK21: mitragliatrice leggera, presenta le stesse caratteristiche del fratello GR-6.
- HK21E: famiglia di armi modernizzate negli anni ‘80 (la lettera E sta per “Export”) che consiste di quattro diversi modelli che condividono castello, gruppo grilletto (in cui è presente una quarta opzione 3: raffica da tre colpi), meccanismo di alimentazione e canna:
  - HK11E: fucile automatico in calibro 7,62 × 51 mm NATO alimentato a nastro.
  - HK13E: fucile automatico in calibro 5,56 × 45 mm NATO alimentato a nastro.
  - HK21E: mitragliatrice leggera in calibro 7,62 × 51 mm NATO alimentata a nastro (prodotta su licenza in Messico).
  - HK23E: mitragliatrice leggera in calibro 5,56 × 45 mm NATO alimentata a nastro.
  - HK25: una mitragliatrice pesante in calibro .50 BMG (12,7 × 99 mm NATO) venne proposta ma non fu mai messa in produzione[3][4].